# Кенай (горы)
Кенай (англ. Kenai) — горный хребет в США в штате Аляска. Длина хребта около 192 километров.
Горы покрыты ледниками, среди которых наиболее известным является Экзит, от таяния которых берут свои воды реки Кенай и Рашен-ривер.
Впервые горы под таким названием упомянуты в 1849 году Константином Гревингком, который черпал свою информацию из отчёта экспедиции Вознесенского, посетившего эти горы в 1842 году.